# 김태정 (1957년)
김태정(한국 한자: 金泰靖, 영어: Kim Tai-chung, Kim Tai-jong, 1957년 6월 5일 ~ 2011년 8월 27일)은 대한민국의 배우, 무술가이다. 통룽(唐龍)으로도 알려져있다. 대표작은 사망유희, 특명 어벤저 등이 있다.

## 출연 작품

### 영화
- 《사망탑의 결전》 (2017년)
- 《헤드폰을 벗어라》 (1994년)
- 《필사의 도망자》 (1988년)
- 《특명 어벤저》 (1986년)
- 《맹룡생사》 (1984년)
- 《더 슈퍼 닌자》 (1984년)
- 《마피아 대 닌자》 (1984년)
- 《대학 얄개》 (1982년)
- 《쌍배》 (1982년)
- 《인사야투》 (1981년)
- 《아가씨 참으세요》 (1981년)
- 《사망탑》 (1980년)
- 《사망유희》 (1978년)